# 吉田興産 (長野県)
吉田興産株式会社（よしだこうさん）は、長野県長野市に本社を置くエネルギー関連事業などを営む会社。

## 概要
1865年（慶応元年）に吉田藤兵衛が創業した吉田商店が前身で、当時は菜種油などの食物油を商った。現在の社章であるカドに「ト」は、藤兵衛の「と」を採ったものである。
その後1933年（昭和8年）に信越地方のトップをきって長野市新田町にガソリンスタンドを開設。1952年（昭和27年）には出光興産の特約店となり、現在では長野県内7店の出光SSを展開している。
1970年（昭和45年）に吉田總一郎が社長に就任してからは多角経営を図り、ケンタッキーフライドチキンのフランチャイジーとして、長野県・山梨県・富山県・石川県に31店舗を展開している。
1998年（平成10年）の長野オリンピックでは、出光興産が公式サプライヤーとなったため、吉田興産が直接の納入業者となる。また、吉田總一郎社長（当時）が招致委員会常任副実行委員として招致活動に携わったほか、長野市中御所五丁目の本社（当時）内に北欧5ヶ国の在長野名誉領事館が一時期置かれていた。

## 沿革
- 1865年（慶応元年） - 吉田商店創業
- 1943年（昭和18年） - 法人化。株式会社吉田商店となる
- 1955年（昭和30年） - 株式会社長野アポロ商会に商号変更
- 1976年（昭和51年） - ファストフード事業に進出
- 1995年（平成7年） - 吉田興産株式会社に商号変更

## 事業所

### カーライフサポート
- apollostation(出光興産)サービスステーション
  - アポロファミリー上松SS： 長野県長野市三輪八丁目56番11号（SBC通り）
  - カーケアセルフ中御所SS： 長野県長野市中御所五丁目1番18号（県庁通り）
  - 県庁通りSS： 長野県長野市妻科422-5（県庁通り）
  - 卸センターSS： 長野県長野市アークス1番48号
  - セルフ更埴インターSS： 長野県千曲市屋代2321-10（国道18号）
  - 長野インター古戦場SS： 長野県長野市小島田町1103-1（長野県道35号長野真田線）
  - 松代パーキングエリア上り線SS： 長野県長野市篠ノ井東福寺3390（上信越自動車道）
- オートメカニックセンター： 長野県長野市小島田町1103-1（長野県道35号長野真田線）

### フードサービス
- ケンタッキーフライドチキン
  - 檀田店： 長野県長野市檀田二丁目21番7号
  - 長野川中島店： 長野県長野市川中島町御厨950-1
  - 長野エムウェーブ前店： 長野県長野市北長池273-1
  - 上田店： 長野県上田市踏入二丁目943
  - 小諸店： 長野県小諸市三和一丁目3044-1
  - 塩尻店： 長野県塩尻市広丘野村1787-4
  - イオンモール佐久平店： 長野県佐久市佐久平駅南11番10号
  - イオン中野店： 長野県中野市一本木252-1
  - しおだ野店： 長野県上田市小島574-10
  - 諏訪インター店： 長野県諏訪市四賀赤沼1744-1
  - 南松本店： 長野県松本市高宮南1番27号
  - 飯田店： 長野県飯田市鼎名古熊590-7
  - イオン豊科店： 長野県安曇野市豊科4268-1
  - 伊那店： 長野県伊那市日影435-1
  - 甲府東店： 山梨県甲府市上阿原366-1
  - イトーヨーカドー甲府昭和店： 山梨県中巨摩郡昭和町西条13-1
  - 昭和バイパス飯喰店： 山梨県中巨摩郡昭和町飯喰189-1
  - ラザウォーク甲斐双葉店： 山梨県甲斐市志田645-1
  - 高岡西町店： 富山県高岡市西町5-8
  - 富山インター店： 富山県富山市太郎丸本町三丁目7番6号
  - アピタ富山東店： 富山県富山市上冨居310-1
  - アピタ魚津店： 富山県魚津市住吉556
  - 金沢工大前店： 石川県金沢市三馬三丁目300
  - 小松店： 石川県小松市有明町127
  - 金沢北安江店： 石川県金沢市北安江二丁目15番36号
  - イオン御経塚店： 石川県野々市市御経塚二丁目91
  - アル・プラザ津幡店： 石川県河北郡津幡町北中条1街区1

## 関連会社
- 株式会社吉田藤兵衛&カンパニー